# Serbiska volleybollcupen för damer
Serbiska volleybollcupen för damer (serbiska: Куп Србије у одбојци за жене) är en årlig volleybolltävling i Serbien.

## Resultat per år
| Upplaga                 | Upplaga               | Podium                   | Podium                                    | Podium                   |
| Säsong                  | Spelplats för finalen | Mästare                  | Matchresultat                             | Finalist                 |
| ----------------------- | --------------------- | ------------------------ | ----------------------------------------- | ------------------------ |
| 2006-07 mer information | Belgrad               | ŽOK Poštar               | 3 - 2 (17-25, 25-20, 14-25, 25-15, 15-13) | OK Röda stjärnan Belgrad |
| 2007-08 mer information | Belgrad               | ŽOK Poštar               | 3 - 1 (25-19, 25-15, 23-25, 25-20)        | ŽOK Dinamo Pančevo 1973  |
| 2008-09 mer information | Obrenovac             | ŽOK Poštar               | 3 - 0 (25-16, 25-21, 25-17)               | OK Röda stjärnan Belgrad |
| 2009-10 mer information | Belgrad               | OK Röda stjärnan Belgrad | 3 - 1 (19-25, 25-23, 26-24, 25-20)        | ŽOK Dinamo Pančevo 1973  |
| 2010-11 mer information | Belgrad               | OK Röda stjärnan Belgrad | 3 - 0 (25-20, 25-15, 25-22)               | OK Vizura                |
| 2011-12 mer information | Lazarevac             | OK Röda stjärnan Belgrad | 3 - 0 (25-21, 25-20, 25-13)               | ŽOK Spartak Subotica     |
| 2012-13 mer information | Belgrad               | OK Röda stjärnan Belgrad | 3 - 1 (26-28, 25-19, 25-23, 25-23)        | OK Vizura                |
| 2013-14 mer information | Belgrad               | OK Röda stjärnan Belgrad | 3 - 2 (21-25, 25-22, 25-13, 17-25, 15-13) | ŽOK Partizan             |
| 2014-15 mer information | Ub                    | OK Vizura                | 3 - 0 (25-23, 25-17, 25-22)               | OK Röda stjärnan Belgrad |
| 2015-16 mer information | Stara Pazova          | OK Vizura                | 3 - 0 (25-21, 25-22, 25-15)               | Jedinstvo Stara Pazova   |
| 2016-17 mer information | Stara Pazova          | Jedinstvo Stara Pazova   | 3 - 0 (25-11, 25-21, 25-20)               | ŽOK Dinamo Pančevo 1973  |
| 2017-18 mer information | Lajkovac              | ŽOK Železničar Lajkovac  | 3 - 2 (25-23, 21-25, 25-18, 24-26, 15-9)  | OK Röda stjärnan Belgrad |
| 2018-19 mer information | Lajkovac              | ŽOK Železničar Lajkovac  | 3 - 0 (25-22, 25-19, 25-21)               | OK Röda stjärnan Belgrad |
| 2019-20 mer information | Ub                    | ŽOK Ub                   | 3 - 2 (25-15, 24-26, 25-13, 21-25, 15-9)  | Jedinstvo Stara Pazova   |
| 2020-21 mer information | Vrnjačka Banja        | ŽOK Železničar Lajkovac  | 3 - 0 (25-18, 25-19, 25-22)               | ŽOK Ub                   |
| 2021-22 mer information | Lajkovac              | OK Röda stjärnan Belgrad | 3 - 1 (25-18, 25-14, 18-25, 25-23)        | ŽOK Železničar Lajkovac  |

## Resultat per klubb
| Lag                      | Antal titlar | Vunna säsonger                                       |
| ------------------------ | ------------ | ---------------------------------------------------- |
| OK Röda stjärnan Belgrad | 6            | 2009-10, 2010-11, 2011-12, 2012-13, 2013-14, 2021-22 |
| ŽOK Poštar               | 3            | 2006-07, 2007-08, 2008-09                            |
| ŽOK Železničar Lajkovac  | 3            | 2017-18, 2018-19, 2020-21                            |
| OK Vizura                | 2            | 2014-15, 2015-16                                     |
| Jedinstvo Stara Pazova   | 1            | 2016-17                                              |
| ŽOK Ub                   | 1            | 2019-20                                              |